# 백석두
백석두(白石斗, 1955년 2월 8일 ~ )는 평화민주당 당원이다. 전라남도 해남군 출신이다. 2010년 제5회 전국동시지방선거에 인천광역시 시장 후보로 출마했다. 지방선거 직전 송영길 인천시장 후보의 베트남 성매매 의혹을 제기했다. 2010년 11월 22일 검찰은 베트남 성매매 의혹이 사실무근이라면서  백석두를 허위사실 공표에 의한 공직선거법 위반 혐의로 불구속 기소했다.

## 학력
- 인하대학교 경영대학원 수료
- 고려대학교 산업대학원 고위정책과정 수료
- 숭실대학교 중소기업대학원 재학중

[서울대학교]환경대학원도시환경고위과정수료
- [인천대학교]행정대학원고위과정수료
- [중앙대학교]건설대학원 고위정책과정수료

## 경력
- 인천광역시의정회 회장
- 인천도시공사 이사회 의장
- 인천문화재단 이사
- 인천광역시 청소년단체 협의회 회장
- 유럽한인회 총연합회 명예고문
- 한반도평화재단 부총재
- 대한무궁화 중앙회 부총재
- 초대 인천광역시 시의원출마 2표차로 낙선
- 제2대 인천광역시 의원
- 제5대 인천광역시 시장선거 출마
- 인천 흥사단 회장
- 재인천 호남향우회 이사
- 국제산업경영교육원 교수
- 재)중앙노동경제교육원 교수
- 국토통일원 통일교육전문위원
- 인천직할시 민방위 정신교육 강사
- 한국환경보호협의회 인천시 지부장
- 새한국당 인천시당 서구 지구당 위원장
- 유네스코 한국청소년활동지도자 협의회 회장
- 1995.07 ~ 1997.02 제2대 인천광역시의회 의원
- 제2대 인천광역시의회 예산결산위원회 위원장
- 1997.02.18 인천광역시의원 사퇴
- 동북아권연구원 연구위원
- 국제평화문제연구소 전문위원
- 인천·황해권 발전연구원 이사장
- 한·중문화협회 인천광역시 지부장
- 인천 생태원예농원 경영
- 평화민주당 최고위원
- 평화민주당 인천시당 위원장

## 역대 선거 결과
|  | 38.7% |

|  | 42.94% |

|  | 7.65% |

|  | 4.65% |

|  | 1.06% |